# Dirigeants des îles Pitcairn
 (octobre 2018).
Si vous disposez d'ouvrages ou d'articles de référence ou si vous connaissez des sites web de qualité traitant du thème abordé ici, merci de compléter l'article en donnant les références utiles à sa vérifiabilité et en les liant à la section « Notes et références ».

## Chefs d'État locaux

### Chefs (1790-1829)
- Fletcher Christian (23 janvier 1790 - 3 octobre 1793)
- Edward Young (3 octobre 1793 - 25 décembre 1800)
- John Adams (25 décembre 1800 - 5 mars 1829)

À la mort de John Adams, la place de chef fut laissée vacante. Thursday October Christian, premier enfant né sur l'île, fut choisi pour en être le dirigeant. Pendant la période qui suivit, les habitants tentèrent de s'installer à Tahiti, jusqu'à l'arrivée de Joshua Hill (en).

### Président (1832-1838)
- Joshua Hill (en) (octobre 1832-1838)

### Magistrats (1838-1893)
- Edward Quintal (1838-1839)
- Arthur Quintal I (1840-1841)
- Fletcher Christian II (1842)
- Matthew McCoy (1843)
- Thursday October Christian II (1844)
- Arthur Quintal II (1845-1846)
- Charles Christian III (1847)
- George Adams (1848)
- Simon Young (1849)
- Arthur Quintal II (1850)
- Thursday October Christian II (1851)
- Abraham Blatchly Quintal (1852)
- Matthew McCoy (1853)
- Arthur Quintal II (1854)
- George Martin Frederick Young (1855-3 May 1856)
- 1856 à 1864 : Pas de chef, à cause d'une rélocation à l'île de Norfolk
- Thursday October Christian II (1864)
- Moses Young (1865-1866)
- Thursday October Christian II (1867
- Robert Pitcairn Buffett (1868)
- Moses Young (1869)
- James Russell McCoy (1870-1872)
- Thursday October Christian II (1873-1874*)
- Moses Young (1875)
- Thursday October Christian II (1876-1877*)
- James Russell McCoy (1878-1879)
- Thursday October Christian II (1880)
- Moses Young (1881)
- Thursday October Christian II (1882)
- James Russell McCoy (1883)
- Benjamin Stanley Young (1884-1885)
- James Russell McCoy (1886-1889)
- Charles Carleton Vieder Young (1890-1891)[1]
- Benjamin Stanley Young (1892)[1]

### Présidents du Conseil (1893-1904)
- James Russell McCoy (1893-1896)
- William Alfred Young (1897)
- James Russell McCoy (1897-1904)
- William Alfred Young (1904)

### Magistrates (1904-1999)
- James Russell McCoy (1904-1906)
- Arthur Herbert Young (1907)
- William Alfred Young (1908)
- Matthew Edmond McCoy (1909)
- Gerard Bromley Robert Christian (1910-1919)
- Charles Richard Parkin Christian (1920)
- Frederick Martin Christian (1921)
- Charles Richard Parkin Christian (1922)
- Edgar Allen Christian (1923-1924)
- Charles Richard Parkin Christian (1925)
- Edgar Allen Christian (1926-1929)
- Arthur Herbert Young (1930-1931)
- Edgar Allen Christian (1932)
- Charles Richard Parkin Christian (1933-1934)
- Edgar Allen Christian (1935-1939)
- Andrew Clarence David Young (1940)
- Frederick Martin Christian (1941)
- Charles Richard Parkin Christian (1942)
- Frederick Martin Christian (1943)
- Charles Richard Parkin Christian (1944)
- Norris Henry Young (1945-1948)
- Charles Richard Parkin Christian (1949)
- Warren Clive Christian (1950-1951)
- John Lorenzo Christian (1952-1954)
- Charles Richard Parkin Christian (1955-1957)
- Warren Clive Christian (1958-1960)
- John Lorenzo Christian (1961-1966)
- Pervis Ferris Young (1967-décembre 1975)
- Ivan Christian (décembre 1975-décembre 1984)
- Brian Young (décembre 1984-décembre 1990)
- Jay Warren (décembre 1990-7 décembre 1999)

### Maire (depuis 1999)
- Steve Christian (7 décembre 1999-30 Octobre 2004) ; acquitté après avoir été condamné à la prison pour viols par le gouverneur
- Brenda Christian (8 novembre 2004-15 décembre 2004).
- Jay Warren (1er janvier 2005-31 décembre 2007)
- Mike Warren (1er janvier 2008- 31 décembre 2013)
- Shawn Christian (1er janvier 2014- 31 décembre 2019)
- Charlene Warren-Peu (1er janvier 2020- 31 décembre 2022)
- Simon Young (1er janvier 2023- en cours)